# Ignambina
Ignambina is een geslacht van rechtvleugeligen uit de familie krekels (Gryllidae). De wetenschappelijke naam van dit geslacht is voor het eerst geldig gepubliceerd in 1987 door Otte.

## Soorten
Het geslacht Ignambina  is monotypisch en omvat slechts de volgende soort:
- Ignambina oubatchia (Otte, 1987)